# Heliofizyka

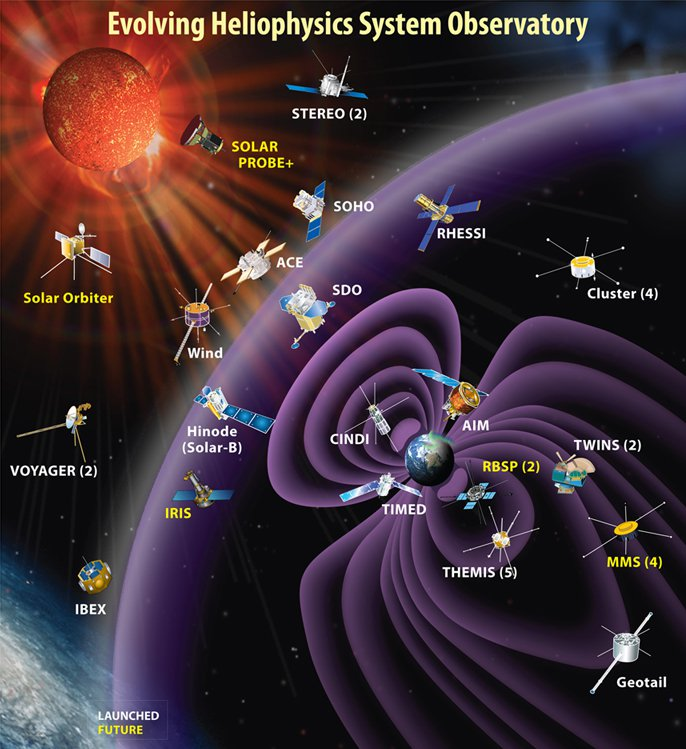
Grafika przedstawiająca obecny i przyszły system heliofizyczny.

Heliofizyka – dział astrofizyki, którego głównym obiektem badań jest Słońce. Zainteresowaniem heliofizyki cieszy się również wiatr słoneczny aż do granic heliopauzy, zachodzące w nim zjawiska przejściowe i jego oddziaływania z innymi obiektami Układu Słonecznego, m.in. związki pomiędzy zjawiskami zachodzącymi na Słońcu a tymi które mają miejsce na Ziemi, jak np. stan jonosfery, burze magnetyczne, zorze polarne itp.
Początki heliofizyki wiążą się z obserwacjami zaćmień Słońca oraz sporadycznie występujących wielkich grup plam. Współczesna heliofizyka rozpoczęła się wraz z pierwszymi obserwacjami teleskopowymi Galileusza w 1610 roku, jednak istotny jej rozwój rozpoczął się dopiero w XIX wieku. Zastosowanie technik kosmicznych powoduje, że współcześnie heliofizyka jest jednym z najszybciej rozwijających się działów astronomii.
W Polsce największy ośrodek heliofizyczny znajduje się we Wrocławiu i jest tworzony przez Instytut Astronomiczny Uniwersytetu Wrocławskiego oraz Zakład Fizyki Słońca Centrum Badań Kosmicznych.

## Historia obserwacji Słońca
- ok. 2000 rok p.n.e. – Zaćmienia są obserwowane, opisywane i przepowiadane przez Chińczyków, później (około 600 roku p.n.e.) przez Greków.
- 350 p.n.e. – Teofrast z Eresos, jeden z uczniów Arystotelesa obserwuje plamy słoneczne gołym okiem.
- 280 p.n.e. – Arystarch z Samos sugerując, że Ziemia podróżuje wokół Słońca wylicza przybliżoną odległość Słońce-Ziemia na 8 mln km.
- 190-125 p.n.e. – Hipparch wyjaśnia ruchy Księżyca i Słońca za pomocą epicykli. Ziemia w tej teorii jest centrum Wszechświata.
- 23 p.n.e. – Plamy słoneczne są obserwowane systematycznie przez Chińczyków.
- 140 n.e. – Ptolemeusz publikuje tabele pozycji planet oraz twierdzi, że Słońce porusza się wokół Ziemi. To twierdzenie będzie się utrzymywało przez następne 1400 lat.
- 1530 – Mikołaj Kopernik sugeruje, że sześć znanych planet krąży wokół Słońca po okręgach.
- 1609 – Johannes Kepler używa obserwacji Marsa przeprowadzonych przez Tycho Brahe do sformułowania praw opisujących ruchy planet (prawa Keplera). Oblicza odległość Słońce-Ziemia na 22,5 mln km.
- 1610 – Thomas Harriot, Christoph Scheiner i Galileusz obserwują plamy słoneczne przez lunetę.
- 1666 – Isaac Newton formułuje prawo grawitacji i za pomocą niego tłumaczy ruchy planet wokół Słońca.
- 1770 – Leonhard Euler oblicza poprawną odległość Słońce-Ziemia równą 149 mln km.
- 1814 – Joseph von Fraunhofer odkrywa 547 linii w widmie słonecznym.
- 1836 – Zaczynają się systematyczne badania zaćmień słonecznych.
- 1842 – Podczas zaćmienia w tym roku ponownie odkryte zostają protuberancje. Wcześniejsze informacje na ten temat znaleziono w rosyjskich kronikach średniowiecznych. Obserwowana jest też chromosfera i korona słoneczna.
- 1843 – Samuel Heinrich Schwabe ogłasza teorię, że Słońce posiada ok. 10-letni cykl aktywności. Swoje rozważania opiera na podstawie występowania plam słonecznych.
- 1851 – Korona słoneczna zostaje sfotografowana po raz pierwszy podczas zaćmienia. Jest widoczna jako słabe halo wokół Słońca.
- 1852 – Edward Sabine, Rudolf Wolf i Jean-Alfred Gautier znajdują związek pomiędzy występowaniem dużych plam słonecznych a burzami magnetycznymi na Ziemi.
- 1868 – Podczas zaćmienia Pierre Janssen odkrywa nową linię emisyjną pochodzącą od nieznanego pierwiastka. Nazywa go helem (od greckiego boga Słońca – Heliosa).
- 1869 – Powstaje model Słońca, który zakłada, że jest ono kulą gazową.
- 1925 – George Ellery Hale odkrywa występujące w plamach słonecznych silne pole magnetyczne.
- 1938 – Hans Bethe stwierdza, że reakcje węgiel-azot i proton-proton są źródłem energii słonecznej.
- 1942 – Hannes Alfvén tworzy teorię fal magnetohydrodynamicznych. Po raz pierwszy emisja radiowa Słońca jest rejestrowana przez radar.
- 1957 – Po raz pierwszy satelita rejestruje istnienie plazmy międzyplanetarnej.
- 1958 – Eugene Parker przewiduje istnienie wiatru słonecznego.
- 1960 – Robert Leighton odkrywa 5-minutowe oscylacje Słońca.